# معامل الشكل المغناطيسي
معامل الشكل المغناطيسي يتم التعبير عنه في الكهرومغناطيسية على أنه عملية تطبيق تحويل فورييه على توزيع الشحنة الكهربائية في الحيّز.

## روابط خارجية
- Magnetic form factors, Andrey Zheludev, HFIR Center for Neutron Scattering, Oak Ridge National Laboratory
- The magnetic form factor of the neutron", E.E.W. Bruins, November 1996"